# Podiebrady
Podiebrady (cz. Poděbrady; niem. Podiebrad) – miasto uzdrowiskowe w Czechach, w kraju środkowoczeskim. Według danych z 31 grudnia 2016 powierzchnia miasta wynosiła 3370 ha, a liczba jego mieszkańców 14 025 osób.
Pierwsza wzmianka o mieście pochodzi z roku 1179. Siedziba dynastii Podiebradów (zamek w Podiebradach), miejsce urodzin Jerzego z Podiebradów, w latach 1458–1471 króla Czech.
W latach 1922–1935 działała tutaj Ukraińska Akademia Gospodarcza.
W mieście rozwinął się przemysł szklarski, odzieżowy, maszynowy oraz spożywczy.

## Demografia
| Rok             | 1970   | 1980   | 1991   | 2001   | 2003   |
| --------------- | ------ | ------ | ------ | ------ | ------ |
| Liczba ludności | 13 353 | 13 782 | 13 213 | 13 364 | 13 128 |

Źródło: Czeski Urząd Statystyczny

## Miasta partnerskie
- Pieszczany[6]
- Mariańskie Łaźnie
- Netanja
- Vertou